# Recursos educacionais abertos
Recursos educacionais abertos (REA) são materiais, digitais ou não, disponíveis para reter, reutilizar, remixar, reformular e recompartilhar. Estão licenciados de maneira aberta. Trata-se de um movimento ou comunidade internacional, impulsionado pela internet, que tem como objetivo promover as cinco liberdades que são o acesso para reter cópias, uso e reuso, readaptação em diferentes contextos, recombinação e redistribução de REA, baseado na ideia de bens comuns. Uma definição formal construída em colaboração com a comunidade REA no Brasil foi adotada pela UNESCO/COL:
"Os REA são materiais de ensino, aprendizado e pesquisa em qualquer suporte ou mídia que estão sob domínio público ou são licenciados de maneira aberta, permitindo que sejam acessados, utilizados, adaptados e redistribuídos por terceiros. O uso de formatos técnicos abertos facilita o acesso e reúso potencial dos recursos. Os REA podem incluir cursos completos, partes de cursos, módulos, guias para estudantes, anotações, livros didáticos, artigos de pesquisa, vídeos, instrumentos de avaliação, recursos interativos como simulações e jogos de interpretação, bancos de dados, software, aplicativos (incluindo versões para dispositivos móveis) e qualquer outro recurso educacional de utilidade. O movimento REA não é sinônimo de aprendizado on-line, EaD ou educação por meio de dispositivos móveis. Muitos REA – mesmo que possam ser compartilhados por meio de formatos digitais – também podem ser impressos."

## Histórico

Versão em português do logotipo global de Recursos Educacionais Abertos (REA)

O conceito mais próximo ao de REA é o de objetos de aprendizagem, pequenos recursos digitais modulares, como simulações e demonstrações, focados em objetivos educacionais previamente definidos. Objetos de aprendizagem são usualmente associados a pequenas animações e simulações educacionais. Em muitos casos permitem a interação com o usuário para mudança de parâmetros e visualização de resultados com os disponíveis no PHET. REA diferem do conceito de "objetos" principalmente pelo enfoque no conceito de abertura e inclusão de recursos não digitais como livros impressos e outras mídias. Associa-se o primeiro uso do termo REA a uma conferência da UNESCO realizada em Paris em 2002.

### Brasil
No Brasil, o movimento REA inclui a participação de atores dos mais diversos campos, incluindo educadores de todos os níveis, organizações da sociedade civil, bem como o poder público. Um pouco mais sobre o histórico e demais atividades educacionais mediadas por REA podem ser encontradas em produções acadêmicas como teses, artigos, capítulos e livros.

## Definições
Não há uma única definição sobre o que constitui um recurso educacional aberto. No entanto, definições mais recentes e com participação de atores dos mais diversos países e áreas de estudos tem ajudado a construir uma definição mais robusta para o movimento.
Em evento organizado pela UNESCO em Julho de 2012, a Declaração REA de Paris define REA como:
os materiais de ensino, aprendizagem e investigação em quaisquer suportes, digitais ou outros, que se situem no domínio público ou que tenham sido divulgados sob licença aberta que permite acesso, uso, adaptação e redistribuição gratuitos por terceiros, mediante nenhuma restrição ou poucas restrições. O licenciamento aberto é construído no âmbito da estrutura existente dos direitos de propriedade intelectual, tais como se encontram definidos por convenções internacionais pertinentes, e respeita a autoria da obra"
A Fundação William e Flora Hewlett, umas das mais importantes financiadoras do movimento, propõe a seguinte definição para os REA:
REA são recursos para o ensino, a aprendizagem e a pesquisa que residem no domínio público ou foram publicados sob uma licença de propriedade intelectual que permite seu livre uso e remixagem por outros. Os REA incluem cursos completos, conteúdo para cursos, módulos, livros, vídeos, testes, softwares e qualquer outras ferramentas, materiais ou técnicas usadas que suportem e permitam o acesso ao conhecimento
Um relatório, o OLCOS Roadmap 2012, observa que não existe uma definição estabelecida para os REA e prefere identificar três atributos fundamentais a serem seguidos:
- Que o acesso ao conteúdo aberto (includindo metadados) seja oferecido gratuitamente pelas instituições educacionais, provedores de conteúdo e usuários finais como professores, estudantes e alunos livres;
- Que o conteúdo seja licenciado de uma forma generosa para que possa ser reutilizado em atividades educacionais e livre de restrições que o impeçam de ser modificado, combinado e remixado. Consequentemente, esse conteúdo deverá ter um design ideal para fácil reúso dentro dos standards e formatos livres que estão sendo empregados;
- Que os sistemas e ferramentas usados tenham o código-fonte disponível (i.e. software livre) e que sejam oferecidas Interfaces de Programação de Aplicativos (APIs abertas) e autorizações para reutilizar os serviços Web bem como os recursos (por exemplo, RSS para conteúdo educacional).

Em termos práticos um recurso usualmente é considerado aberto, em primeira instância, se usa uma licença livre, como alguns tipos de Creative Commons. O uso de formatos abertos (como por exemplo, ODT, OGG) é considerado de extrema importância para facilitar a troca, uso e reúso de recursos abertos.
Diferentemente da educação aberta e da educação à distância (EaD), os REA são focados nos recursos em si e nas práticas associadas a estes. Tópicos de interesse incluem:
- Conteúdo: cursos completos, materiais de cursos, tópicos de um conteúdo, temas de aprendizagem, coleções e periódicos, entre outros.
- Ferramentas: software para auxiliar a criação, entrega, uso e melhoria do conteúdo de aprendizagem aberto, incluindo busca e organização do conteúdo, sistema de gerenciamento de conteúdo e de aprendizagem, ferramentas de desenvolvimento de conteúdo, e comunidades de aprendizado online.
- Recursos para implementação: licenças de propriedade intelectual para promover a publicação aberta de materiais, estabelecer princípios de design e localização de conteúdo.
- Práticas: narrativas de uso, publicação, técnicas, métodos, processos, incentivos e distribuição.

## Política pública

### Federal
- Uma portaria do Ministério da Educação, do dia 16 de maio de 2018,[13] determina que todos os recursos para a educação básica, produzidos com financiamento do Ministério, devem ser licenciados abertamente e utilizar formatos abertos sempre que tecnicamente viável. Além disso, quando forem digitais, devem ser disponibilizados em sítios públicos.[14]
- Há o projeto de lei federal 1513/2011, ainda não aprovado,[15] que exige licenças abertas em materiais educacionais comprados ou contratados pelo Poder Público.[14]

### Estadual
- São Paulo - Projeto de Lei 989/2011 foi vetado pelo governador Geraldo Alckmin, que alegou "vício de origem"[16]
- Distrito Federal - Projeto de Lei 1832/2014 - "Institui política de disponibilização de Recursos Educacionais comprados ou desenvolvidos por subvenção da administração direta e indireta estadual."
- Paraná - Projeto de Lei 185/2014 - "Institui política de disponibilização de Recursos Educacionais comprados  ou desenvolvidos por subvenção da administração direta e indireta estadual."

### Municipal
- São Paulo - o decreto 52.681 de 26 de setembro de 2011[17] da Secretaria Municipal de Educação de São Paulo foi aprovado e "Dispõe sobre o licenciamento obrigatório das obras intelectuais produzidas com objetivos educacionais, pedagógicos e afins, no âmbito da rede pública municipal de ensino."[14] O símbolo de uma licença Creative Commons (CC-BY-NC-SA) está disponível na página principal do site.[18]

## Projetos
O Brasil conta com projetos que abarcam princípios relacionados à REA. Entre estes podemos ressaltar:
- Matemática Multimídia (M3) - Projeto com financiamento público desenvolvido pela Unicamp para produção de recursos digitais multimídia com enfoque em matemática para o ensino médio. Estão disponíveis áudios, vídeos, softwares e experimentos com guias para professores.[19]
- Livro Aberto - Projeto desenvolvido por Instituto de Matemática Pura e Aplicada e Olimpíada Brasileira de Matemática das Escolas Públicas com o objetivo de desenvolver livros didáticos de Matemática com licença livre por meio de trabalho colaborativo entre pesquisadores e professores.[20]
- Repositório do Grupo de Estudos e Pesquisas em Tecnologias Educacionais em Rede (GEPETER) vinculado à Universidade Federal de Santa Maria (UFSM) disponível em: https://gepeter.proj.ufsm.br/repositorio/
- Computação Desplugada: tradução para o português, e adaptação para a realidade brasileira, das atividades do projeto CSunplugged[21]
- Ensino de Línguas Online (ELO em Nuvem): Sistema de Autoria Aberto (SAA) criado pelo linguísta aplicado brasileiro Vilson Leffa, com foco em recursos de tipos variados (hipertexto, cloze, sequência, memória...) para o ensino e a aprendizagem de línguas. Disponível em: https://elo.pro.br/elocloud/elonuvem.html

Uma lista mais abrangente de projetos relacionados a REA no Brasil e no mundo pode ser encontrada na página da Iniciativa Educação Aberta, no portal da Cátedra UNESCO (Unicamp), ou no Mapa Global de Recurso Educacionais Abertos.
A grande maioria dos portais está focado na questão de abertura legal, fazendo uso de licenças e termos de uso que permitem ao usuário maiores possibilidades de uso, reuso e remix. No entanto, avaliações de vários portais brasileiros e na América Latina têm indicado problemas quanto a clareza sobre licenças e termos de uso. O enfoque em abertura técnica, ou o uso de formatos abertos, tem sido menos expressivo no movimento REA no Brasil.